# Dave Alexander
Pour les articles homonymes, voir Alexander.
Ne doit pas être confondu avec Dave Alexander (chanteur).
Dave Alexander, parfois surnommé Zander, est né le 3 juin 1947 à Ann Arbor, Michigan, et mort le 10 février 1975. Il est surtout connu pour avoir été le bassiste du groupe américain The Stooges première période.

## Biographie
Lorsque Iggy Pop et les frères Ron et Scott Asheton fondent les Stooges en 1967, c'est tout d'abord Ron qui tient la basse. Rapidement, Iggy décide de se concentrer sur le chant. Ron devient alors guitariste, et décide d'embaucher Zander, son ami d'enfance, pour le remplacer.
Dave Alexander sera bassiste du groupe sur leurs deux premiers albums, avant de s'en faire exclure en 1970 à cause de sa trop grande consommation d'alcool. Alcoolique au dernier degré, Alexander n'arrivait alors même plus à jouer sur scène. Il meurt quelques années plus tard, en 1975, d'un œdème aigu du poumon ; il fait ainsi partie du club des 27. Il est incinéré.
Lors de la reformation du groupe en 2003, Mike Watt, le nouveau bassiste, a parfois arboré un T-shirt à l'effigie de Dave Alexander.